# 術士神傳
《术士神传》（英語：Ninja in the deadly trap）是1982年郭追执导，并且出演，张彻参与制片的香港动作剧情电影，该电影主要讲述几个武术家协助戚继光对抗倭寇的故事。该电影与1982年上映。

## 劇情簡介
明朝中后期，倭寇和浪人入侵，由于入侵者一部分会忍术，所以戚继光等人通过商议。决定请会忍术的人来帮助他们击败这些会忍术的倭寇。
而后，这些会武术的人自然是通过自己的方式击败了这些倭寇。

## 演员
- 狄龙
- 仓田保昭
- 张鹏
- 江生
- 鹿峰
- 卢苇
- 郭追
- 初本科

## 相關連結
- 香港影庫上《術士神傳》的資料（繁體中文）
- 豆瓣电影上《術士神傳》的資料 （简体中文）
- 互联网电影数据库（IMDb）上《術士神傳》的资料（英文）